# Lepidocolaptes squamatus
El trepatroncos escamado (Lepidocolaptes squamatus), también denominado chinchero escamado o arañero escamado, es una especie de ave paseriforme de la familia Furnariidae, subfamilia Dendrocolaptinae, perteneciente al numeroso género Lepidocolaptes. Es endémica del este de Brasil.

## Distribución y hábitat
Se distribuye desde el noreste (desde el sur de Piauí) hasta el sureste (norte de São Paulo) de Brasil.
Esta especie es considerada poco común en su hábitat natural: el interior y los bordes de bosques húmedos montanos, principalmente por debajo de los 1600 metros de altitud, en bosques en galería, bosques secos y caatingas arbolizadas.

## Descripción
Mide 19 cm de longitud y pesa 27 g. El pico, esbelto y curvado, es mayormente rosado. En la mayor parte de su zona, es de color rufo brillante por arriba, con la corona moteada de beige y lista superciliar blanquecina incompleta; las alas y la cola son rufas. Por abajo es pardo con notables estrías blanquecinas bordeadas de negro, la garganta es blanca. Al oeste del río São Francisco, es rufo más brillante por arriba, esta forma ocurre en bosques más caducifolios. Se asemeja a Lepidocolaptes falcinellus pero tiene la cabeza más clara y menos rayada.

## Comportamiento
Solo o en parejas, sigue bandadas mixtas e aparentemente no sigue regueros de hormigas guerreras.

## Sistemática

### Descripción original
La especie L. squamatus fue descrita por primera vez por el naturalista alemán Martin Lichtenstein en 1822 bajo el nombre científico Dendrocolaptes squamatus; su localidad tipo es «estado de São Paulo, Brasil».

### Etimología
El nombre genérico masculino «Lepidocolaptes» se compone de las palabras del griego «λεπις lepis, λεπιδος lepidos»: escama, floco, y «κολαπτης kolaptēs»: picador; significando «picador con escamas»;   y el nombre de la especie «squamatus», proviene del latín: escamado.

### Taxonomía
Es especie hermana de Lepidocolaptes falcinellus; previamente fueron consideradas como conespecíficas, pero tres características de plumaje (corona, y coloración del dorso y de la cola) y medidas difieren significativamente entre poblaciones en lados opuestos del río Paraíba do Sul, en el noreste del estado de São Paulo.
La distancia genética entre la subespecie nominal y L. squamatus wagleri es relativamente pequeña, y un ejemplar tiene una mezcla de características, esto sugiere que solo una especie biológica está envuelta. El Comité Brasileño de Registros Ornitológicos (CBRO) trata a Lepidocolaptes wagleri, el trepatroncos de Wagler, como especie separada, con base en diferencias morfológicas y genéticas, pero esta separación no es seguida por las principales clasificaciones.

### Subespecies
Según las clasificaciones del Congreso Ornitológico Internacional (IOC) y Clements Checklist/eBird v.2019 se reconocen dos subespecies, con su correspondiente distribución geográfica:
- Lepidocolaptes squamatus wagleri (Spix, 1824) – noreste de Brasil al oeste del río São Francisco (sur de Piauí, oeste de Bahía, norte de Minas Gerais).
- Lepidocolaptes squamatus squamatus (Lichtenstein, 1822) – este y sureste de Brasil, al sur y este del río São Francisco, desde el centro de Bahía y Minas Gerais hasta la margen norte del río Paraíba do Sul (norte de São Paulo).